# Prithu

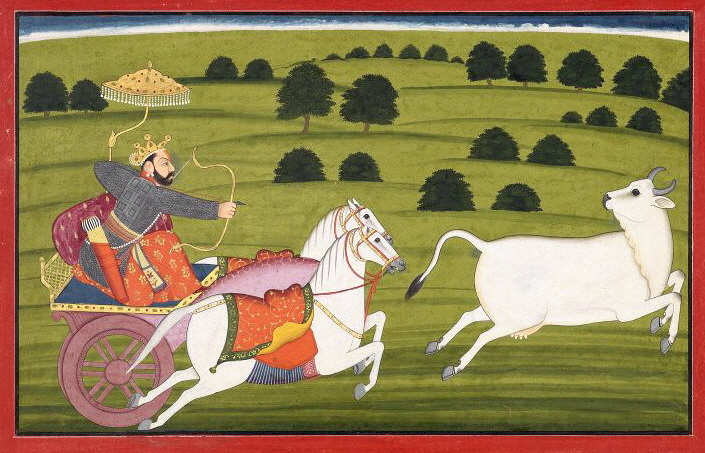
Prithu jaagt op Prithvi, die de vorm van een koe heeft aangenomen

Prithu (groot, belangrijk, overvloedig, Prithu Vainya, Prithu zoon van Vena) is de Adiraja (eerste koning) in het hindoeïsme. Als eerste verdient Prithu de titel van chakravartin (soeverein). Hij wordt beschouwd als een incarnatie van Vishnoe. Met zijn vrouw Archi heeft Prithu vijf zonen. 
Volgens de Mahabharata schiep Vishnoe de mens Virajas om over de aarde te regeren en het menselijk leven te ordenen. Virajas werd een asceet, net als zijn zoon Krittinat. Krittinats zoon Kardamu had een zoon, die Ananga heette. Ananga's zoon Atibala (Anga) huwde Mrityu's dochter, Sunita en hún zoon was Vena. 
De Bhagavata Purana en Vishnu Purana vertellen Prithu's levensverhaal. Vena was een slechte koning en de Rishi's doodden hem. Toen ontstond er anarchie en de Rishi's wreven Vena's dij en daar kwam de zwarte, boze dwerg Nisida uit, de personificatie van Vena's boosheid. Vena's lijk was nu gezuiverd en de Rishi's wreven aan Vena's rechterarm, waaruit Prithu opsteeg. Vishnoes boog Sharanga viel uit de hemel in zijn handen. Prithu werd de nieuwe koning en volgens de Vayu Purana de eerste koning (adiraja). Als eerste verdiende Prithu de titel van soeverein (chakravartin). Tijdens zijn regering heerste er een grote droogte, waardoor honger werd geleden. Prithu jaagde op de Aarde (Bhumidevi), die de gedaante van een koe aannam, om haar te straffen. Uiteindelijk bleef de koe staan en zei, dat een verslagen Aarde toch ook geen oplossing zou bieden voor de mensen. Ze vonden een compromis: Prithu zou haar een kalf (Swayambhuva Manu) geven en de aarde plat maken en hij zou haar mogen melken. Uit de melk in Prithu's hand kwamen vervolgens alle granen en groenten voort. De Aarde dankte sindsdien haar naam aan Prithu: Prithvi. Ze wordt als zijn dochter beschouwd en soms (in de Manu Smriti) als zijn echtgenote. De Atharvaveda zegt dat Prithu het ploegen en dus de landbouw uitvond.
Shukracharya, de zoon van Bhrigu en Garga, de zoon van Angirasa waren Prithu's leermeesters en bovendien had de koning zestigduizend Valakhilya's, asceten ter grootte van een duim, als adviseurs.
De Bhagavata Purana vertelt dat de vier Kumara's Sanaka, Sanatana, Sanandana en Sanatkumara (incarnaties van Vishnoe) Prithu toewijding aan Vishnoe leerden.
Archi was Prithu's echtgenote, met hem uit Vena's lichaam voortgekomen en een avatara (belichaming) van de godin Lakshmi, de echtgenote van Vishnoe. Hun vijf zonen zouden na hen regeren: Vijitswa over het midden, Haryarksha over het oosten, Dhumrakesha over het zuiden, Vrika over het westen en Dravina over het noorden.